# Stylocoeniella armata
Stylocoeniella armata is een rifkoralensoort uit de familie van de Astrocoeniidae. De wetenschappelijke naam van de soort is voor het eerst geldig gepubliceerd in 1843 door Ehrenberg.